# Hannah Vogt
Hannah Adelheid Charlotte Vogt (* 3. März 1910 in  Charlottenburg bei Berlin; † 13. Februar 1994 in Göttingen) war eine deutsche Schriftstellerin und Kommunalpolitikerin (FDP, SPD).

## Leben
Hannah Vogt war die Tochter von Emma Puwelle und des Göttinger Bibliotheksrates Wilhelm Vogt. Nach Besuch des Oberlyzeums und der Reifeprüfung begann sie 1929/30 in Berlin ein Studium der Naturwissenschaften. 1930 wechselte sie sowohl das Studienfach als auch den Studienort und studierte fortan Volkswirtschaft zunächst in Hamburg, im Folgejahr dann an der Georg-August-Universität Göttingen.
Vogt trat im August 1930 in die KPD ein. Fünf Tage nach der Reichstagswahl März 1933 wurde sie in Osterode am Harz wegen Verdachts des Hochverrats  inhaftiert. Am 3. Juni 1933 wurde sie als eine der ersten weiblichen „Schutzhäftlinge“ ins KZ Moringen überstellt, wo sie bis Dezember 1933 ohne Gerichtsverfahren festgehalten und erst im Zuge einer Weihnachtsamnestie begnadigt wurde. Vogts 92 Briefe umfassende Korrespondenz aus dieser Zeit ist erhalten und veröffentlicht.
Nach der Entlassung übte sie zunächst eine Tätigkeit als Mitarbeiterin der Einwandererzentrale des Reichssicherheitshauptamtes aus. 1942 nahm sie in Marburg ihr Studium der Volkswirtschaft wieder auf, um es dort 1944 mit Diplom abzuschließen. Im Dezember 1945 wurde Vogt an der Universität Göttingen mit ihrer Studie Der Arbeiter. Wesen und Probleme bei Friedrich Naumann, August Winnig und Ernst Jünger zum Dr. rer. pol. promoviert. Es war die zweite Dissertation an der Georg-August-Universität nach deren Wiedereröffnung.
Nach dem Krieg engagierte sich die evangelische Vogt bei der Göttinger Nothilfe.  Von 1945 bis 1954 war sie als freie Journalistin tätig. Von 1952 bis 1956 war sie Vorstandsmitglied im Deutschen Frauenring. Zeitlebens setzte sie sich für eine Auseinandersetzung mit dem Nationalsozialismus ein. So hatte sie auch eine Zeitlang den Vorsitz der Gesellschaft für Christlich-Jüdische Zusammenarbeit inne, deren Vorstand sie ab 1965 angehörte.
Vogts Interesse an Politik und neuester Geschichte bestimmte auch ihr berufliches Betätigungsfeld bei der hessischen Landeszentrale für Heimatdienst und von 1954 bis 1965 als Referentin bei der Hessischen Landeszentrale für politische Bildung in Wiesbaden. 1961 veröffentlichte sie mit ihrer kritischen Studie Schuld oder Verhängnis? – 12 Fragen an Deutschlands jüngste Vergangenheit einen Bestseller, der sich bereits in den ersten zwei Jahren 400.000 Mal verkaufte. Es folgten diverse Veröffentlichungen zu politischen und historischen Themen sowie Herausgeberschaften der Schriften von Friedrich Naumann und Heinz Rosenberg. Ab 1965 war Vogt als freie Schriftstellerin tätig.

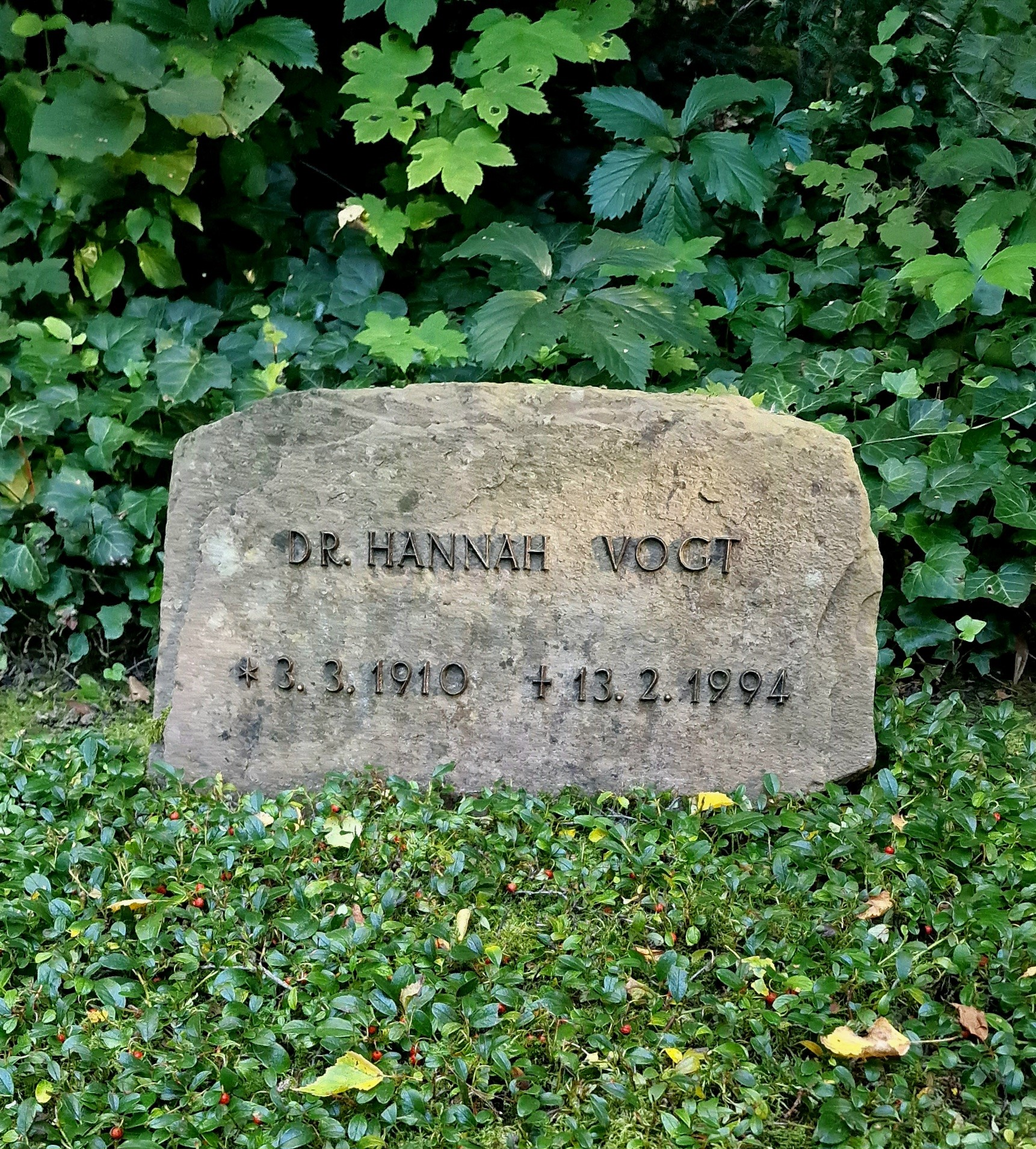
Vogts Grabstein auf dem Stadtfriedhof Göttingen

Politisch war Vogt nach dem Zweiten Weltkrieg zunächst in der Freien Demokratischen Partei (FDP) aktiv, der sie von 1948 bis 1961 als Mitglied angehörte, ab 1962 als Mitglied der Sozialdemokratischen Partei Deutschlands (SPD). 1948 kandidierte sie erstmals für den Rat der Stadt Göttingen. Sie wurde zwar nicht gewählt, rückte aber bald nach und war von 1948 bis 1954 sowie ab 1968 Ratsherrin in Göttingen. Ihre Kandidatur für den Posten des Göttinger Oberbürgermeisters 1973 wurde von der FDP verhindert, die keine „Abtrünnige“ akzeptieren wollte.
Auf ihre Initiative hin richtete die Stadt jährliche „Jungbürgerfeiern“ ein, auf denen die neuen Wahlberechtigten begrüßt wurden. Vogt gilt auch als Initiatorin des 1973 eingeweihten „Mahnmals Synagoge“.
Vogt gehörte dem Kuratorium der 1959 gegründeten Deutsch-Israelischen Studiengruppe an der Goethe-Universität Frankfurt an. Sie wirkte zudem von 1962 bis 1969 als Vorsitzende der Internationalen Gesellschaft für Heimerziehung und von 1969 bis 1974 als Vorsitzende der Landesgruppe Niedersachsen der Deutschen Vereinigung für politische Bildung.
Hannah Vogt starb 1994 im Alter von 83 Jahren in Göttingen. Sie wurde auf dem dortigen Stadtfriedhof beigesetzt.

## Ehrungen und Gedenken
- 1978 wurde Hannah Vogt das Bundesverdienstkreuz 1. Klasse verliehen.[3]
- Am 14. März 1987 wurde Hannah Vogt zur Ehrenbürgerin von Göttingen ernannt.[4]
- 1995 wurde die Hannah-Vogt-Straße auf den Zietenterrassen in Göttingen nach ihr benannt.[5]
- Am 10. November 2003 wurde in ihrer ehemaligen Zelle im Osteroder Gerichtsgefängnis eine Gedenkstätte eingerichtet.[6][7]

## Schriften
- 1945: Der Arbeiter. Wesen und Probleme bei Friedrich Naumann, August Winnig und Ernst Jünger. Dissertationsschrift. Schönhütte, Grone-Göttingen.
- 1946: Der zweite Reiter. Gedichte. Heliand, Lüneburg.
- 1948: Der Regenbogen. Gedichte Heliand, Lüneburg.
- 1949: als Hrsg.: Friedrich Naumann. Ausgewählte Schriften.
- 1952: Die Fibel der Staatsbürgerin. Herausgegeben vom Büro für Frauenfragen in der Gesellschaft zur Gestaltung öffentlichen Lebens, Wiesbaden.
- 1955: Der Haushalt der Gemeinde, Hessische Landeszentrale für Heimatdienst.
- 1955: Wir und die Polizei, Wiesbaden: Hessische Landeszentrale für Heimatdienst.
- 1956: Die Suez-Krise, Wiesbaden: Hessische Landeszentrale für Heimatdienst.
- 1957: Schwarz und weiß: Zur Woche der Brüderlichkeit, Wiesbaden: Hessische Zentrale für Heimatdienst.
- 1957: Wer die Wahl hat ... Beltz, Weinheim.
- 1958: Die Juden und wir. Zur Woche der Brüderlichkeit 8.–15. März 1958, Wiesbaden: Hessische Zentrale für Heimatdienst.
- 1959: Selbstkritik der Völker. Zur Woche der Brüderlichkeit 8.–14. März 1959, Wiesbaden: Hessische Zentrale für Heimatdienst.
- 1959: Gerechtigkeit erhöhet ein Volk. Ein Lesebuch zur Rechtsgeschichte und Rechtserziehung. Diesterweg, Frankfurt am Main / Berlin / Bonn.
- 1960: Flüchtlinge in aller Welt. Zur Woche der Brüderlichkeit 14.–19. März 1960. Hessische Zentrale für Heimatdienst, Wiesbaden.
- 1961: Schuld oder Verhängnis? 12 Fragen an Deutschlands jüngste Vergangenheit. Diesterweg, Frankfurt am Main / Berlin / Bonn.
- 1963: Zum 17. Juni 1963: „Es geht um Freiheit!“, Wiesbaden: Hessische Zentrale für Heimatdienst.
- 1963: Joch und Krone: Geschichte des jüdischen Volkes vom Exodus bis zur Gründung des Staates Israel. Ner-Tamid-Verlag, Frankfurt am Main.
- 1965: Israel, die Araber und die Bundesrepublik, Wiesbaden: Hessische Zentrale für Heimatdienst.
- 1965: Recht muß doch Recht bleiben: Die Prozesse gegen NS-Gewaltverbrecher, Wiesbaden: Hessische Zentrale für Heimatdienst.
- 1967: Nationalismus gestern und heute. Texte und Dokumente. Leske, Opladen.
- 1968: Verachtet – gehetzt – verstoßen.
- 1969: Demokratie = Mitdenken + Mitentscheiden. Bertelsmann Ratgeberverlag, Gütersloh.
- 1969: Parlamentarische und außerparlamentarische Opposition. Hessische Landeszentrale für politische Bildung, Wiesbaden
- 1978: Georg Diederichs, Zur Woche der Brüderlichkeit 8.–15. März 1958, Hannover: Niedersächsische Landeszentrale für politische Bildung.